# Winters
Winters es una ciudad ubicada en el condado de Yolo en el estado estadounidense de California. Según las estimaciones de 2008 tenía una población de 6.977 habitantes y una densidad poblacional de 850.7 personas por km².

## Geografía
Winters se encuentra ubicada en las coordenadas 38°31′30″N 121°58′15″O / 38.52500, -121.97083. Según la Oficina del Censo, la ciudad tiene un área total de 7,2 km² (2.8 sq mi), de la cual 7,1 km² (2.8 sq mi) es tierra y 0,1 km² (0.04 sq mi) (1.08%) es agua.

## Demografía
Los ingresos medios por hogar en la localidad eran de 48.678 $, y los ingresos medios por familia eran 55.183 $. Los hombres tenían unos ingresos medios de $40.257 frente a los 27.662 $ para las mujeres. La renta per cápita para la localidad era de 17.133 $. Alrededor del 4,2% de las familias y del 5,0% de la población estaban por debajo del umbral de pobreza.